# Toshinari Iijima
Toshinari Iijima (Japans: 飯島 俊成 , Iijima Toshinari) (Tokio, 12 maart 1960) is een hedendaags Japans componist en muziekpedagoog.

## Levensloop
Iijima studeerde aan het Kunitachi College of Music bij Yuzuru Shimaoka (muziektheorie), Toshimitsu Tanaka en Michio Mamiya (compositie). Hij was docent aan het Shobi conservatorium Tokio. 
Als componist en arrangeur publiceerde hij werken voor orkest, harmonieorkest, kamermuziek en traditioneele Japanse muziek. Verder schreef hij samen met andere kunstenaars (pantomime, schilders, choreograafen etc.) werken. Tegenwoordig is hij lid van de componistengroep Sou (Blue) en medewerker van het Kyo-En 21st Century Wind Music Executive Committee. 
Voor harmonieorkest schreef hij bemerkenswaardige composities.

## Composities

### Werken voor harmonieorkest
- 1997 A landscape that contains a dead tree
- 1998 Flowers in Illusion
- 1998 Jubilance in Spring
- 1998 Choral
- 1998 It was like back then, voor spreker en harmonieorkest
- 1999 Poem of Winds - A Suite on the folk Songs in Kyusyu
  1. Fantasia on Hietsukibushi of Shiiba
  2. Caprice on Taueuta of Saga
  3. Elegy on Komoriuta of Fukuregi
  4. Jubilance on Saketsukuriuta of Chikugo
- 1999 Illusions in Shiiba -Poem of Winds-
- 1999 Never forget Aug. 6, 1945 (by the Atomic Bomb Dome, Hiroshima)
- 1999 A Stroll by the Lakeside
- 2000 Bright and Early in Spring
- 2000 Sparkling Diamond-dust
- 2000 Waking up the Clock Tower
- 2000 American folk song medley
- 2000 March "The Harvest Season"
- 2001 River Greened Land
- 2001 Born in the Wave -the poem of the Sea- on the Folk Songs in Kagoshima
- 2001 Poetry in the arms of the sea waves
- 2005 Symphonietta "Towards Spring"
  1. "Spring is here"
  2. "The call of the Spring"
  3. "Spring in all its glory"
- 2005 Prayer - Her Thoughts at the Time?　Dubrovke Theater, Moscow 2002.10.26
- Toward the Crystal, Clear
- A bird's-eye view from the Karisaka pass
- River's Blessing Shimanto's Juorney
- Fanfare and Choral
- Anotoki Suki ni Nattayo - tekst: Kumiko Kun

### Kamermuziek
- 1995 To father, voor strijkkwartet en piano
- 1996 Concertato per 4 Fagotti, voor fagotkwartet
- 1996 Fragments of a dream that was forgotten to washed away, voor altsaxofoon en piano
- 1998 Fanfare for Trombones, voor trombone ensemble
- 1998 Spiral, voor 4 trombones
- 1999 in light and in shade, voor altsaxofoon en piano
- 2000 A Suite voor contrabas en piano
- 2001 Concertato, voor 8 hoorns
- 2001 Concertato, voor 9 Strijkinstrumenten
- Bird's Eye View, voor tubakwintet (2 eufonium, 3 tuba's)
- Brass Octet, voor 2 trompetten, 2 hoorns, 2 trombones, eufonium en tuba
- Concertate III, voor acht hoorns
- Prelude to a thaw, voor klarinetoctet (Esklarinet, vijf klarinetten in bes, twee basklarinetten)
- Small Suite, voor acht klarinetten (Esklarinet, vijf klarinetten in bes, twee basklarinetten)
- Sonatine, voor twee hobo's en twee fagotten
- Whispers of the Wind, voor dwarsfluit, 2 hobo's, althobo en klarinet

### Werken voor percussie
- Illusion in Snow voor slagwerkensemble
- Snow Ghost I, voor zes slagwerkers

### Werken voor traditionele Japanse instrumenten
- 1994 Concertino III, voor solo shakuhachi en harmonieorkest
- 2000 Ryukyu no Kaze, voor 4 koto